# Franjo Giler
Franjo Giler (Srijemska Mitrovica, 1. rujna 1907. – Vršac, 20. prosinca 1943.) bio je hrvatski nogometaš njemačkog podrijetla i nogometni reprezentativac.

### Reprezentativna karijera
Za nogometnu reprezentaciju Kraljevine Jugoslavije odigrao je 14 utakmica i postigao 3 pogotka.